# Pyörreselänsaari
Pyörreselänsaari är en ö i Finland. Den ligger i sjön Livojärvi och i kommunen Posio i den ekonomiska regionen  Östra Lapplands ekonomiska region  och landskapet Lappland, i den nordöstra delen av landet, 700 km norr om huvudstaden Helsingfors. Öns area är 0,7 hektar och dess största längd är 170 meter i öst-västlig riktning.